# Tubercule de Carabelli

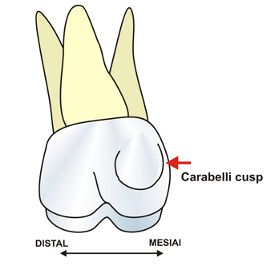
Tubercule de Carabelli

Le tubercule de Carabelli, également appelé péricône de Stelhin, ectocône de Chardin, tuberculum anomalum ou encore ectocône de Trihland est une excroissance de l'émail formant un tubercule accessoire qui s'observe le plus souvent sur la face palatine de la première molaire maxillaire. L'utilisation de ce trait dentaire dans les analyses de biodistance (utilisées pour une inférence phylogénétique des arbres évolutifs) et l'anthropologie judiciaire est largement documentée.

## Éléments historiques
Cette forme coronaire triangulaire est une cuspide non fonctionnelle (composé uniquement d'émail, il n'est pas associé au développement d'une racine accessoire sauf lorsqu'il prend un volume important) qui est popularisée en 1842 comme un tubercule anormal (tuberculus anormalus) par le dentiste hongrois Georg Carabelli (en).

## Utilisations
La fréquence de ce tubercule varie en fonction des groupes ethniques : la plus élevée (51-90 %) dans les populations européennes et la plus faible chez les populations amérindiennes et les Inuits.
Il existe une corrélation positive entre la prévalence du tubercule de Carabelli et la susceptibilité aux caries dentaires.